# مصطفى الرماصي
الإمام الرماصي، مصطفى بن عبد الله بن مؤمن أبو الخيرات المالكي الرَّماصي الجزائري (1040 هـ المتوفي 1136 هـ)، من علماء الجزائر، له إسهامات في المذهب المالكي.

## نشأته وشيوخه
تلقى الشيخ الرماصي علومه على يد شيوخ زاوية مازونة الواقعة بالغرب الجزائري ، وهي زاوية تصدرت لفترة طويلة نشر العلم بالغرب الجزائري، واشتهرت بتخريج العلماء والفقهاء، فكانت معهدا علميا يرتاده الطلبة من مختلف أنحاء المغرب العربي.

### رحلته إلى مصر
سافر إلى القاهرة لاستكمال تحصيله العلمي ، حيث تتلمذ على يد شيوخ المالكية، وخاصة تلامذة الشيخ نور الدين الأجهوري، وكان من بين أساتذته: الشيخ أبو محمد عبد الباقي بن يوسف بن أحمد الزرقاني (ت1099هـ/1687م)، صاحب شرح المختصر. والشيخ إبراهيم بن مرعي بن عطية الشبرخيتي (ت 1106هـ/1689م).

### تلامذته
عاد الشيخ الرماصي إلى بلده واستقر في مدينة معسكر، فبدأ ممارسة نشاطه في نشر العلوم والمعارف، في رباط بناه بجهده الخاص، وقد تخرج على يديه جمع كثير من العلماء من بينهم: الشيخ محمد بن عبد الله بن أيوب المعروف بالمنور التلمساني دفين مصر، والشيخ محمد بن علي الشريف الجعدي، وروى عنه أيضا، أبو عبد الله بن عبد الرحمن الفاسي.

### آثاره العلمية
وما نقلته كتب التراجم عن مؤلفات الرّماصي لا يزيد عن مؤلفين هامّين أحدهما في العقيدة والآخر في الفقه، إضافة إلى بعض الرسائل. وأهم آثاره التي تناقلتها كتب الفهارس تتمثل فيما يلي:
- حاشيته على شرح التتائي لمختصر خليل.[6][7]
- كفاية المريد في شرح عقيدة التوحيد، فرغ منه سنة 1124هـ، شرح فيه متن السنوسي أم البراهين. منه نسخة مخطوطة بتونس أشار إليها بروكلمان في تاريخه 7/470.[5]
- العقيدة الأشعرية.
- رسالة في العتاب بخصوص مسائل فقهية. تقع في ورقتين، وتاريخ نسخها يعود إلى سنة 1254هـ، منها نسخة مخطوطة بالمسجد الأعظم بتازة بالمغرب الأقصى رقم 371/3، ومنها نسخة بالخزانة العامة بالرباط نحت رقم ك 2499 ضمن مجموع.
- أجوبة فقهية تقع في 21 ورقة. أجاب فيها عن أسئلة عالم تطوان الشيخ سيدي علي بركة، عن مسائل في مختصر الشيخ خليل. منها نسخة مخطوطة بمكتبة المسجد الأعظم بتازة تحت رقم 371/2، تاريخ نسخها يعود إلى سنة 1253 هـ.
- قصيدة رثائية قالها في شيخه عمرو التراري بن أحمد المشرفي تحتوي 150 بيتا.
- تأليف في المنطق، نسبه إليه الشيخ أبو رأس في كتابه فتح الإله ومنته، ص 54.
- ملاحظات حول شرح التتائي المسمى الدرر في شرح ألفاظ المختصر.

استفاد الرماصي من فقهاء القاهرة من المالكية فقد تتلمذ على يد الأجاهرة، وهم تلامذة الشيخ علي بن زين العابدين الأجهوري (ت 1066هـ)، صاحب الشرح على مختصر خليل المسمى (مواهب الجليل بحل ألفاظ خليل). فوقف على منهجهم وأسلوبهم ومواردهم في شرح المختصر، وكان لعلماء المغرب مواقف وملاحظات على طريقة الأجاهرة في تناول المختصر. والشيخ الأجهوري رغم أنه قرّر في كتابه الكثير من المسائل الفقهية، وجمع فيه الكثير من النقول، وادّخر فيه الكثير من الفوائد، غير أنه وقع له خلط في بعض المسائل، كما أشار إلى ذلك الشيخ الهلالي في كتابه نور البصر، بسبب مزجه بين الأقوال المشهورة والراجحة والضعيفة. قال الهلالي: "وما قيل فيه يقال في شروح تلامذته وأتباعه من المشارقة، كالشيخ عبد الباقي، والشيخ إبراهيم الشبرخيتي، والخرشي؛ لأنهم ينقلون عنه غالبا".